# Annia Faustina

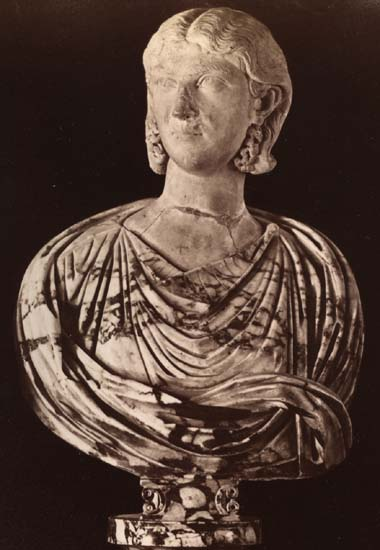
Annia Faustina

Annia Aurelia Faustina was Romeins keizerin gedurende enkele maanden in 221 en de derde vrouw van keizer Elagabalus.
Om de potentieel desastreuze gevolgen van Elagabalus' voor Romeinse begrippen totaal onacceptabele huwelijk met de Vestaalse maagd Aquilia Severa te kunnen beperken, wist Julia Maesa haar kleinzoon Elagabalus over te halen van Aquilia Severa te scheiden en met haar vriendin Annia Faustina te trouwen. Deze was van zeer voorname afkomst, van zowel vaders als moeders kant van de familietak van Marcus Aurelius. Zij was reeds getrouwd en was waarschijnlijk ongeveer twee keer zo oud als de jonge keizer maar was toch bereid haar man op te offeren (die op valse beschuldigingen terecht moest worden gesteld om van hem af te komen) om deze dienst te kunnen bewijzen.
Het huwelijk vond plaats in de zomer van 221 en Annia Faustina werd tot Augusta verheven. Tegelijkertijd vond een ceremonie op een ander niveau plaats waarbij de zonnegod Heliogabaal werd gescheiden Vesta en hertrouwd met Venus Caelestis. Reeds na een paar maanden ging het mis en voor het einde van het jaar was Elagabalus weer terug bij zijn eerdere vrouw Aquilia Severa.